# Èques
Les Èques (Aequi en latin et Αἴκουοι/Αἴκοι en grec ancien) sont un peuple italique du nord-est du Latium antique et de l'Apennin central. Ils parlent une langue de la branche ombrienne des langues sabelliques.
À la fin du VIe siècle av. J.-C. et pendant le Ve siècle av. J.-C., un refroidissement climatique, provoque la migration des peuples sabelliens qui descendent des Apennins pour investir les plaines d'Italie : parmi eux, les Èques liés aux Volsques envahissent le Latium où ils occupent la partie supérieure de la vallée de l'Anio, du Tolerus (aujourd'hui le Sacco (it)) et de l’Himella, torrent de l’Aia (it), dans la province de Rieti. À l'est, les cités latines d'importance les plus proches sont Préneste et Tibur. Au sud, les Herniques occupent la vallée du Tolerus. À l'est, sur l'autre rive de l'Anio, se situent les Marses et enfin, au nord, ce sont les terres sabines.
Les sources antiques montrent Rome et les Latins lutter contre les Volsques ou les Èques presque chaque année pendant toute la première moitié du Ve siècle av. J.-C. Plusieurs communautés latines périphériques semblent submergées par les Èques, et peut-être des centres importants comme Préneste et Tibur. Ce conflit presque permanent est dominé par des raids, des pillages et des escarmouches. Au cours de la deuxième moitié du Ve siècle av. J.-C., les Romains et les Latins semblent avoir endigué le flot volsque et èque. Une courte guerre romano-èque se déroule au lendemain du sac de Rome, puis les Èques disparaissent des récits jusqu'à leur soumission finale à la fin de la deuxième guerre samnite. Deux colonies romaines sont déduites sur leurs terres, à Cliternia et à Carseoli. Ils sont ensuite rapidement intégrés à la République romaine.

## Les Èques dans l'histoire romaine

### Avant l'avènement de la République romaine
Selon Strabon, les Èques sont déjà présents lors de la fondation de Rome au VIIIe siècle av. J.-C. Ils sont d'abord mentionnés par Tite-Live comme une nation ancienne dont les Romains ont emprunté les rites de déclaration de guerre. L'auteur antique mentionne également que le dernier roi de Rome, Tarquin le Superbe, fait la paix avec les Èques.

### Les guerres contre la ligue latine et Rome
À partir de la fin du VIe siècle av. J.-C. et pendant le Ve siècle av. J.-C., les Volsques et les Èques, deux peuples liés, envahissent le Latium lors de la migration plus générale des peuples sabelliens qui quittent les Apennins pour s'installer dans les plaines d'Italie.
Cette migration vers le sud du Latium entraine des conflits avec les habitants de cette région, les Latins et Rome, la cité-État dominante de la région. Plusieurs communautés latines périphériques semblent submergées et pour répondre à cette nouvelle menace que représente l'arrivée des peuples sabelliens, les Latins se lient par le fœdus Cassianum, vers 493 av. J.-C. selon la tradition antique, une alliance militaire conclue entre la ligue latine et Rome. Quelques années plus tard, en 486 av. J.-C. selon la tradition antique, les Herniques, pris en étau entre les Volsques et les Èques, ratifient un traité similaire avec Rome et les Latins.
Les sources antiques montrent Rome et les Latins lutter contre les Volsques ou les Èques presque chaque année pendant toute la première moitié du Ve siècle av. J.-C. Ce conflit presque permanent est plutôt dominé par des raids, des pillages et des escarmouches plutôt que par les batailles mises en scène par les auteurs antiques. Ces derniers rapportent notamment plusieurs batailles au Mont Algide entre 465 et 431, année à laquelle ils sont mis hors état de nuire pour des années selon Tite-Live.
De 499 à 383, Préneste, troisième plus grande ville du Latium antique, est très peu mentionnée dans les sources antiques et la plus grande partie de la lutte de Rome et de la ligue latine contre les Èques semble s'être déroulée au sud de son territoire. Les historiens modernes ont proposé à ce propos que Préneste ait pu être submergée par les Èques ou serait parvenu à conclure une sorte d'accord avec eux,. Tibur, autre grande cité latine, est aussi assez peu mentionnée dans les sources antiques. Comme Préneste, Tibur a sans doute été submergée par les Èques ou a quitté la ligue latine durant le Ve siècle av. J.-C. Il s'agit en tout cas des deux cités latines d'importance les plus proches du territoire des Èques.
Au cours de la deuxième moitié du Ve siècle av. J.-C., les Romains et les Latins semblent avoir endigué le flot volsque et èque. Les sources notent la fondation de plusieurs colonies romano-latines à cette époque, et les mentions de guerres contre les Èques et les Volsques deviennent moins fréquentes. Selon Diodore de Sicile, le principal centre èque, Liphoecua, aurait été pris par les Romains vers 484 et de nouveau environ 90 ans plus tard.

### La guerre romano-èque (389 - 388)
Selon Tite-Live et Plutarque, les Èques réunissent leur armée à Bolae en 389. Cependant, le dictateur romain Marcus Furius Camillus vient d'infliger une sévère défaite aux Volsques. Il surprend l'armée èque qu’il écrase et s'empare à la fois de la ville et de leur camp,. Selon Diodore de Sicile, les Èques assiègent effectivement Bolae lorsqu'ils ont été attaqués par Camille. En 388, selon Tite-Live, une armée romaine ravage le territoire èque, cette fois sans rencontrer de résistance.
Stephen P. Oakley considère que ces campagnes contre les Èques en 389 et 388 comme historiques et cela expliquerait la disparition des Èques des récits jusqu'à leur révolte finale à la fin de la deuxième guerre samnite. Les sources pour cette période étant considérées comme peu fiables, la nature précise des combats autour de Bolae ne peut être déterminée.

### La soumission des Èques (304 - 302)
En 304, une guerre contre les Èques, qui ont aidé les Samnites, est lancée,. Les Romains attaquent les bourgs fortifiés èques les uns après les autres et ils sont presque tous détruits et incendiés. Tite-Live conclut en disant « qu'on peut dire que la nation èque est exterminée ». Publius Sempronius Sophus triomphe sur les Èques le 24 septembre.
En 303, la colonie d'Alba Fucens est fondée. L'année suivante, les Èques tentent d'attaquer cette colonie, mais ils sont repoussés par les colons eux-mêmes. Le dictateur Caius Iunius Bubulcus Brutus les soumet promptement et se voit décerner le triomphe. En 298, une colonie est déduite à Carseoli qui permet de surveiller les Èques et les Marses. Ils sont finalement soumis mais conservent semble-t-il quelques libertés.

### Après leur soumission
Outre Carseoli, une autre colonie romaine est déduite à Cliternia,.
Tout ce que nous savons de leur situation politique qui suit est qu'après la guerre sociale, au début du Ier siècle av. J.-C., les populations de Cliternia et de Nersae (aujourd’hui la commune de Pescorocchiano) se sont unies dans une res publica Aequiculorum, qui est un municipe. Les colonies latines de Alba Fucens et Carseoli ont dû diffuser l’usage du latin dans tout ce district, traversé par la via Valeria, route principale et un temps unique qui rejoint Luceria et le sud de l’Italie.
À la fin de la période républicaine, les Èques subsistent sous la dénomination de Aequiculi ou de Aequicoli, organisés en municipium, sur un territoire qui semble comprendre la partie supérieure de la vallée du Salto. Il est probable qu’ils ont continué à vivre dans leurs villages comme auparavant. Parmi ceux-ci, Nersae est le plus important. Les murs polygonaux qui existent encore en grande quantité dans leur secteur sont un témoignage de leur culture.